# Barbara van Bergen
Barbara van Bergen (Rotterdam, 9 juni 1978) is een Nederlands rolstoelbasketbalster en alpineskiester

## Rolstoelbasketbal
Van Bergen is in 2007 begonnen bij het team van het Rotterdamse Arrows'81 en kwam in 2008 uit voor het Nederlands rolstoelbasketbalteam op de Paralympische Zomerspelen in Peking waar ze de kwartfinales bereikten. Drie jaar later wist het Nederlandse team zich te kwalificeren voor de Paralympische Zomerspelen 2012 in Londen. Na een verloren halve finale werd de wedstrijd om het brons gewonnen.
Na goud op het EK rolstoelbasketbal 2013 in Frankfurt, en brons tijdens het WK rolstoelbasketbal 2014 in Toronto, kwalificeerden de rolstoelbasketbalsters zich met zilver tijdens het EK rolstoelbasketbal 2015 voor de Paralympische Zomerspelen 2016 in Rio de Janeiro. Daar werd opnieuw een bronzen medaille veroverd.

## Alpineskiën
Van Bergen is sinds 2014 actief in het Paralympisch zitskiën. Na de Paralympische Spelen van 2016 is ze zich gaan richten op deze sport. In december 2021 slaagde ze erin zich te plaatsen voor de Paralympische Winterspelen in Peking.

## Privé
Van Bergen heeft een hbo-studie communicatie afgerond.

## Trivia
- Van Bergen is met een zelfontworpen zitje op een wakeboard ook  actief op het water.
- Ze is ambassadeur voor Rotterdam Sportstad (samenwerking van Rotterdam Topsport, Rotterdam Sport op maat en Gemeente Rotterdam)

## Uitslagen

### Rolstoelbasketbal
- EK 2007 - Wetzlar (Duitsland)
- 6e plaats Paralympische Zomerspelen 2008 - Peking (China)
- EK 2009 - Stoke Mandeville (Engeland)
- 5e plaats WK 2010 - Birmingham (Engeland)
- EK 2011 - Nazareth (Israël)
- Paralympische Zomerspelen 2012 - Londen (Engeland)
- EK 2013 - Frankfurt (Duitsland)
- WK 2014 - Toronto (Canada)
- EK 2015 - Worcester (Engeland)
- Paralympische Zomerspelen 2016 - Rio de Janeiro (Brazilië)

### Alpineskiën
- 9 december 2014 - IPCAS Races reuzenslalom, Veysonnaz, (Zwitserland)
- 10 december 2014 - IPCAS Races reuzenslalom, Veysonnaz, (Zwitserland)
- 21 november 2014 - IPCAS Races slalom, Landgraaf, (Nederland)
- 10 december 2013 - IPCAS Races reuzenslalom, Veysonnaz, (Zwitserland)
- 11 december 2013 - IPCAS Races reuzenslalom, Veysonnaz, (Zwitserland)